# Dezful
Dezful (perski: دزفول) – miasto w południowo-zachodnim Iranie, w ostanie Chuzestan, nad rzeką Dez, przy Kolei Transirańskiej.
W 2011 roku miejscowość liczyła 248 380 mieszkańców; dla porównania, w 2006 było ich 235 819, w 1996 – 202 639, zaś w 1966 – około 84,5 tysiąca. Ośrodek przemysłu spożywczego i skórzanego. Wyrabia się tam dywany. Miejscowość leży na trasie Kolei Transirańskiej.